# إبراهيما سيسيه
إبراهيما سيسيه هو لاعب كرة قدم بلجيكي، ولد في 28 يناير 1994 في لياج في بلجيكا يلعب في نادي دبا الحصن. شارك مع منتخب بلجيكا تحت 17 سنة لكرة القدم ومنتخب بلجيكا تحت 21 سنة لكرة القدم. أما مع النوادي، فقد لعب مع ستاندارد لييج وكيه في ميخيلين ونادي فولهام.

## مسيرته الكروية
لعب إبراهيما سيسيه خلال مسيرته الاحترافية مع 3 أندية في ثمانية مواسم وسجل خلالها هدفًا واحدًا ضمن 108 مباراة. ولم يفز بأي موسم بالكأس أو بالدوري.
خاض إبراهيما سيسيه مسيرته مع نادي ستاندارد لييج في موسم 2012–13 في المرة الأولى ولمدة موسمين ثم في موسم 2016–17 لمدة موسم واحد، مشاركًا طوالها في 55 مباراة سجل خلالها هدفًا واحدًا. ثم انتقل إلى نادي كيه في ميخيلين في موسم 2014–15 ولمدة موسمين، حيث شارك في 44 مباراة ولم يسجل أي هدف. لينتقل بعدها إلى نادي فولهام في موسم 2017–18 واستمر معه طيلة ثلاثة مواسم، مشاركًا في 9 مباريات ولم يسجل أي هدف أيضًا.

## وصلات خارجية
- إبراهيما سيسيه على موقع الاتحاد البلجيكي (الإنجليزية)
- إبراهيما سيسيه على موقع قاعدة بيانات كرة القدم.إي يو (الإنجليزية)
- إبراهيما سيسيه على موقع ناشيونال فوتبول تيمز (الإنجليزية)
- إبراهيما سيسيه على موقع Soccerbase.com (لاعب) (الإنجليزية)
- إبراهيما سيسيه على موقع Soccerway.com (الإنجليزية)
- إبراهيما سيسيه على موقع عالم كرة القدم.نت (الإنجليزية)
- إبراهيما سيسيه على موقع AS.com (الإسبانية)